# Alessio Arena
Alessio Arena (Nápoles, 31 de enero de 1984) es un cantautor y escritor italiano residente en Barcelona desde 2008.

## Trayectoria artística
Alessio publica su primer relato en 2006, tras el que participa en el Festival de literatura de Cuneo (Turín): “Scrittorincittà”, después publica algunos artículos en revistas italianas y al mismo tiempo empieza a interpretar sus composiciones musicales como cantautor, participando en discos de producción italiana como "La versione dell'acqua" (Meridiano Zero) y «Canzoni» (Magma) que contiene el tema "L'uomo con la finestra in petto". 
Su primer Ep se edita en 2010 con el título "Autorretrato de ciudad invisible" (diMusicaInMusica, 2010), con temas en castellano y un pequeño homenaje a Joan Manuel Serrat interpretando una versión de "Paraules d'amor".
En cuanto a su producción literaria es autor de las novelas "L'infanzia delle cose" (Manni, 2009), Premio "Giuseppe Giusti"; "Il mio cuore è un mandarino acerbo"(Zona, 2010) y "La casa girata" (SenzaPatria, 2011).
Para el teatro ha escrito "Sciore Arancia", presentado en el festival teatral "Settembre al borgo" y producido por el Nuovo Teatro Nuovo de Nápoles, y los textos "Hielo" y "Árbol (o las manos abiertas de Celidonia Fuentes)", producciones del Nudo Teatro de Madrid y llevados a escena por el director extremeño Ángel Málaga.
En 2010, junto a su hermano Giancarlo Arena, cantante del grupo catalán "Puerta 10", integra el dúo acústico “Lacasavacía” y lanzan en la red el sencillo "Pasos de cebra". Participa como intérprete, junto a la cantante catalana Judit Neddermann, en los discos "Tot aquest silenci" (Nómada 57) y "Tot aquest soroll" (Nómada 57), tercer y cuarto disco de la pianista Clara Peya.
En 2013 publica el sencillo italiano "Tutto quello che so dei satelliti di Urano", finalista en el concurso-festival de la canción italiana de autor Musicultura, y anticipa el disco, dividido en dos ediciones que publica en 2014 bajo el título "Bestiari(o) familiar(e)", con canciones en cuatro lenguas: español, catalán, italiano y napolitano, el disco fue presentado en directo en Barcelona y en Nápoles.
En junio de 2013, Alessio Arena actúa en el Arena Sferisterio de Macerata, en las noches finales del festival, ganando el premio al ganador absoluto y la placa AFI (Asociación Fonográficos Italianos) al Mejor Proyecto Discográfico. Su novela en italiano "La letteratura tamil a Napoli" queda segunda en la final del Premio Neri Pozza, la misma editorial italiana la publica en 2014. Participa y llega a la fase final de Area Sanremo del Festival de la Canción de San Remo de 2014 con el tema La canzone delle mani aperte.
En febrero de 2016 se edita su segundo disco de larga duración: La secreta danza (Temps Record, 2016), estrenado en directo en concierto en la sala Music Hall de Barcelona el 28 de enero de 2016, trabajo también presentado el 31 de marzo en el Auditori Barradas de L'Hospitalet, dentro de la programación del Festival Barnasants 2016. y que también presenta en otros escenarios de Madrid, Praga, Santiago de Chile y Montevideo.

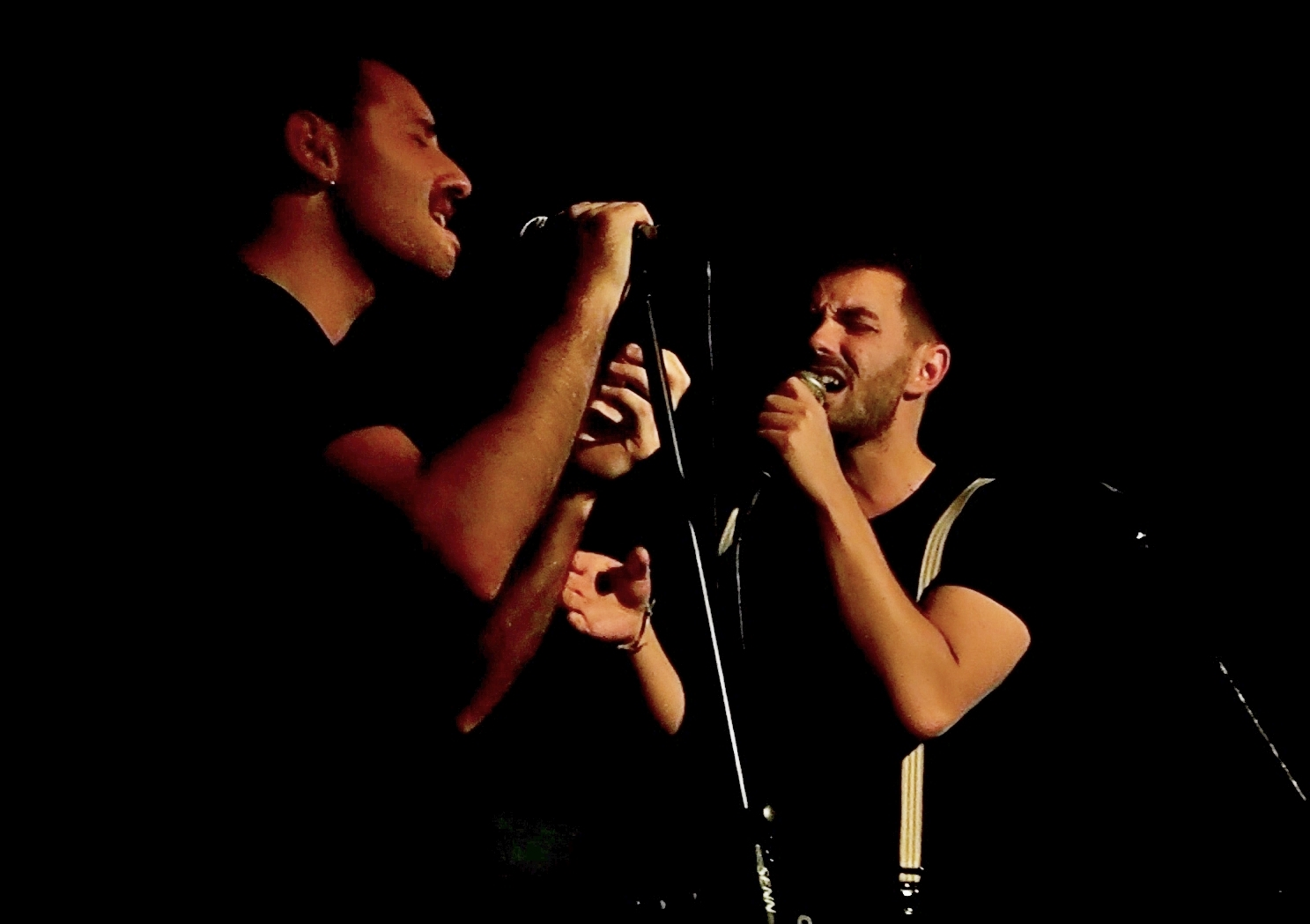
Alessio Arena y su hermano Giancarlo Arena en escena en 2016. Barcelona, 2016

Durante 2017 realiza un viaje a Chile que le hace conocer más de cerca el folclor chileno, colabora con el cantautor Manuel García, con el que canta en el Telethon en Arica y en la Feria Pulsar de Santiago. De su experiencia chilena, Arena elabora un diario documental que titula Atacama. Y crea Diablada, un tema que es un canto de esperanza inspirado en los ritmos tradicionales del norte de Chile mezclados con sonido urbano y napolitano, single que precede al que será su disco cantado íntegramente en italiano en 2018. En la primavera de 2019 se edita finalmente el disco Atacama!. Poco después, del tema "El hombre que quiso ser canción" que incluye el disco, graba un dúo junto a Miguel Poveda, tema en edición digital.
En 2020, durante la pandemia de covid, lanza el EP digital Dummèneca, cinco versiones junto a su hermano Giancarlo Arena. En 2021 fue galardonado con los Premios Andrea Parodi dedicados a las músicas del mundo: Premio de la crítica, Premio a la mejor letra, Premio a la mejor interpretación, Premio de los artistas.
En 2023 presentó junto al grupo Suonno d'Ajere el espectáculo Lasso - Garcilaso a Napoli, sobre adaptaciones al napolitano de poemas de Garcilaso de la Vega; y en 2024 presenta en directo Hijo varón de las rosas, una oda musical y literaria que rinde homenaje a poetas latinoamericanos que han encontrado su voz en la ciudad de Nueva York (Juan Ramón Jiménez, José Hierro, Gloria Fuertes, Rafael Alberti, Blai Bonet o Àngels Gregori, entre otros).

## Discografía
- Autorretrato de ciudad invisible [2010].
- Bestiari(o) familiar(e) [2014].
- La secreta danza [2016].
- Atacama! [2019].
- Marco Polo [2022].

### Colaboraciones
- Pasos de cebra (Lacasavacía). Dúo con Giancarlo Arena. [2011]
- Com els números verds d'un rellotge digital (Toni Pagès) [2012]
- Tot aquest silenci (Clara Peya) [2012]
- Alone together (Music Arqueology) [2013]
- Tot aquest soroll (Clara Peya) [2013]
- Orgullo (Alejandro Martínez) [2013]
- D'amore e di altre cose irreversibili (Flo) [2014]
- Marina Rossell canta Moustaki, vol.2 (Marina Rossell) [2014]
- Neapolitan Shakespeare (Gianni Lamagna) [2014]
- Passion fruit (M'Barka Ben Taleb) [2014]
- esPiral (Clara Peya) [2014]
- Tribut a Moustaki (Marina Rossell) [2014]
- Terra di Mezzo (Paolo Propoli) [2015]
- Di altri sguardi (Racconti dal Mediterraneo) (Mariano Bellopede) [2015]
- SPOT (Senza Perdere 'O Tiempo) (Giovanni Block) [2016]
- Attic à Paris (Giorgis Christodoulou) [2016]
- Connexions (Guillem Roma) [2017]
- Demodè (Fuossera) [2017]
- Estómac (Clara Peya) [2018]
- On començo jo (Gessamí Boada) [2020]
- Dummèneca (EP con Giancarlo Arena) [2020]
- Und1c1 (O'lank) [2021]
- Si la vida fuera solo esto (Nico Roig) [2021]
- Extinciones y sus causas (Hugo Arán) [2021]
- Canto y semilla (Marta Solís) [2022]
- Incandescentes (single) (Decarneyhueso) [2022]
- Toda la vida, un día (Sílvia Pérez Cruz) [2023]. Coros.

### Discos colectivos
- Canzoni. 2008.
- La versione dell'acqua. 2008.
- Musicultura 2013 - XXIV Edizione. 2013.
- Free Christmas. 2014.
- El Disc de la Marató de TV3. 2015.
- Vent'anni di Sessantotto. 2018. Tema "Che vuole questa gente" (en italiano).
- Io credevo. Le canzoni di Gianni  [2019]
- Un Sant Jordi diferent (Salva Racero) [2020]

## Publicaciones
- "L'infanzia delle cose" (Manni, 2009) - Premio "Giuseppe Giusti"
- "Il mio cuore è un mandarino acerbo" (Zona, 2010)
- "La casa girata" (SenzaPatria, 2011)
- "La letteratura tamil a Napoli" (Neri Pozza, 2014)
- "La notte non vuole venire" (Fandango, 2018)
- "Ninna nanna delle mosche" (Fandango, 2021) - Premio Procida-Isola di Arturo-Elsa Morante
- "Il sesso degli alberi" (Fandango, 2025)